# Politiske partier i New Zealand
Dette er en liste over politiske partier i New Zealand. New Zealand har et flerpartisystem.
Kun partier som er repræsenteret i New Zealands parlament er inkluderet i denne liste.
| Navn                                         | Navn på Dansk                                       | Partiformand                           | Politiske position              | Ideologi                                | Parlamentet |
| -------------------------------------------- | --------------------------------------------------- | -------------------------------------- | ------------------------------- | --------------------------------------- | ----------- |
| Labour Party                                 | Arbejderpartiet                                     | Jacinda Arden                          | Centrum-venstre                 | Socialdemokratisme                      | 65 / 120    |
| National Party                               | Nationalpartiet                                     | Judith Collins                         | Centrum-højre                   | Konservatisme, Liberalisme              | 33 / 120    |
| Green Party                                  | Grønne Parti                                        | James Shaw & Marama Davidson           | Centrum-venstre til venstrefløj | Grøn ideologi                           | 10 / 120    |
| ACT - Association of Taxpayers and Consumers | ACT - Associationen af Skattebetalere og Forbrugere | David Seymour                          | Centrum-højre til højrefløj     | Klassisk liberalisme, Libertarianisme   | 10 / 120    |
| Māori Party                                  | Maori Partiet                                       | Rawiri Waititi & Debbie Ngarewa-Packer | Centrum-venstre                 | Maoriers interesser, Socialdemokratisme | 2 / 120     |